# مايك ميتشيل (لاعب كرة سلة مواليد 1967)
مايك ميتشيل (بالإنجليزية: Mike Mitchell)‏ مواليد 4 أبريل 1967 في لوس أنجلوس، هو مدرب كرة سلة أمريكي ولاعب معتزل. يبلغ طوله 6 قدم 8 بوصة (2.0 م). لعب مع بريزبن بولتز في الدوري الأسترالي لكرة السلة.

## روابط خارجية
- مايك ميتشيل على موقع الاتحاد الدولي لكرة السلة (الإنجليزية)
- مايك ميتشيل على موقع بروبوليرز (الإنجليزية)